# Lebeckia subsecunda
Lebeckia subsecunda är en ärtväxtart som beskrevs av Michel Gandoger. Lebeckia subsecunda ingår i släktet Lebeckia och familjen ärtväxter. Inga underarter finns listade i Catalogue of Life.